# 92. Kongress der Vereinigten Staaten
Der 92. Kongress der Vereinigten Staaten beschreibt die Legislaturperiode von Repräsentantenhaus und Senat in den Vereinigten Staaten zwischen dem 3. Januar 1971 und dem 3. Januar 1973. Alle Abgeordneten des Repräsentantenhauses sowie ein Drittel der Senatoren (Klasse I) waren im November 1970 bei den Kongresswahlen gewählt worden. Dabei ergab sich in beiden Kammern eine Mehrheit der Demokratischen Partei, die in Opposition zur Bundesregierung unter dem republikanischen Präsidenten Richard Nixon stand. Im Verlauf der Legislaturperiode gab es in beiden Kammern durch Rücktritte und Todesfälle einige personelle Veränderungen, die aber keinerlei Veränderungen an den Mehrheitsverhältnissen mit sich brachten. Der Kongress tagte in der amerikanischen Bundeshauptstadt Washington, D.C. Die Sitzverteilung im Repräsentantenhaus basierte auf der Volkszählung von 1960.

## Wichtige Ereignisse
Siehe auch 1971 und 1972
- 3. Januar 1971: Beginn der Legislaturperiode des 92. Kongresses
- 25. Januar 1971: Charles Manson und drei seiner „Familienmitglieder“ werden des mehrfachen Mordes für schuldig befunden. Am 9. April wird er zum Tode verurteilt. Der Spruch wurde dann nach der Abschaffung der Todesstrafe in Kalifornien in lebenslange Haft umgewandelt.
- 31. Januar 1971: Start der erfolgreichen Apollo 14 Mission.
- 9. Februar 1971: Das San-Fernando-Erdbeben von 1971 mit einem Wert von 6,7 auf der Richterskala erschüttert Teile von Kalifornien.
- 11. Februar 1971: Der Meeresboden-Vertrag zwischen den Vereinigten Staaten, Großbritannien und der Sowjetunion wird unterschrieben. Der Vertrag geht über das Verbot der Anbringung von Kernwaffen und anderen Massenvernichtungswaffen auf dem Meeresboden und im Meeresuntergrund.
- 20. Februar 1971: Mindestens 74 Menschen kommen bei Tornados im Bundesstaat Mississippi ums Leben.
- 29. März 1971: William Calley wird wegen des Massakers von Mỹ Lai wegen 22fachen Mordes zu einer Lebenslangen Gefängnis Strafe verurteilt. (Später wird er begnadigt).
- 24. April 1971: 500.000 Menschen protestieren in Washington DC gegen den Vietnamkrieg.
- 30. Mai 1971: Im Rahmen des Mariner Programms startet Mariner 9 zu einer Mission in Richtung Mars. Am 13. November wird die Umlaufbahn des Planeten erreicht.
- 6. Juni 1971: Bei einer Flugzeug Kollision in der Nähe von Duarte in Kalifornien sterben 50 Menschen.
- 13. Juni 1971: Die New York Times beginnt mit der Veröffentlichung der Pentagon-Papiere.
- 5. Juli 1971: Mit dem 26. Zusatzartikel zur Verfassung der Vereinigten Staaten wird das Wahlalter von 21 auf 18 Jahre herabgesetzt.
- 15. August 1971: Präsident Nixon gibt bekannt, dass die Vereinigten Staaten vom Goldstandard bei der Währung abrücken.
- 4. September: Bei einem Flugzeugabsturz in Alaska sterben 111 Menschen.
- 9. bis 13. September 1971: Bei einer Gefängnisrevolte in Attica im Staat New York werden 42 Menschen getötet. Es kam auch zu zehn Geiselnahmen.
- 21. bis 28. Februar 1972: Präsident Nixon besucht China und trifft sich mit Mao Zedong.
- 10. April 1972: Die Biowaffenkonvention wird unterschrieben.
- 15. Mai 1972: Rückgabe von Okinawa an Japan.
- 24. Mai 1972: Bombenanschlag durch die RAF auf das amerikanische Hauptquartier in Deutschland, die Campbell Barracks in Heidelberg. Dabei werden drei Soldaten getötet.
- 26. Mai 1972: Das SALT-Abkommen und der ABM-Vertrag werden in Moskau unterzeichnet.
- 17. Juni 1972: Mit dem Einbruch in die Büros der Demokratischen Parteiführung im Watergate Hotel in Washington beginnt die Watergate-Affäre.
- 7. November 1972: Präsidentschafts- und Kongresswahlen in den USA. Präsident Richard Nixon wird wiedergewählt. Im Kongress verteidigen die Demokraten ihre Mehrheit in beiden Kammern.

## Die wichtigsten Gesetze
In den Sitzungsperioden des 92. Kongresses wurden unter anderem folgende Bundesgesetze verabschiedet (siehe auch: Gesetzgebungsverfahren):
- 18. Dezember 1971: Alaska Native Claims Settlement Act
- 23. Dezember 1971: National Cancer Act
- 7. Februar 1972: Federal Election Campaign Act
- 24. März 1972: Equal Employment Opportunity Act
- 23. Juni 1972: Title IX|Title IX Amendment of the Higher Education Act
- 6. Oktober 1972: Federal Advisory Committee Act
- 18. Oktober 1972: Clean Water Act
- 21. Oktober 1972: Marine Mammal Protection Act of 1972
- 27. Oktober 1972: Consumer Product Safety Act
- 27. Oktober 1972: Noise Control Act
- 27. Oktober 1972: Coastal Zone Management Act

## Zusammensetzung nach Parteien

### Senat
|              | Partei (Schattierung zeigt Mehrheitspartei) | Partei (Schattierung zeigt Mehrheitspartei) | Partei (Schattierung zeigt Mehrheitspartei) | Total |   |
| ------------ | ------------------------------------------- | ------------------------------------------- | ------------------------------------------- | ----- | - |
|              |                                             |                                             |                                             | Total |   |
| Demokraten   | Republikaner                                | Sonstige                                    | Vakant                                      | Total |   |
| 91. Kongress | 57                                          | 43                                          | 0                                           | 100   | 0 |
|              |                                             |                                             |                                             |       |   |
| 92. Kongress | 54                                          | 44                                          | 2                                           | 100   |   |
| 93. Kongress | 57                                          | 40                                          | 2                                           | 100   | 1 |

### Repräsentantenhaus
|              | Partei (Schattierung zeigt Mehrheitspartei) | Partei (Schattierung zeigt Mehrheitspartei) | Partei (Schattierung zeigt Mehrheitspartei) | Total |    |
| ------------ | ------------------------------------------- | ------------------------------------------- | ------------------------------------------- | ----- | -- |
|              |                                             |                                             |                                             | Total |    |
| Demokraten   | Republikaner                                | Unabhängige                                 | Vakant                                      | Total |    |
| 91. Kongress | 243                                         | 192                                         | 0                                           | 435   | 0  |
|              |                                             |                                             |                                             |       |    |
| 92. Kongress | 255                                         | 180                                         | 0                                           | 435   |    |
| 93. Kongress | 235                                         | 182                                         | 0                                           | 435   | 18 |

Außerdem gab es noch zwei nicht stimmberechtigte Kongressdelegierte.

## Amtsträger

### Senat
- Präsident des Senats: Spiro Agnew (R)
- Präsident pro tempore: Richard B. Russell (D) bis zum 21. Januar 1971, Allen J. Ellender (D) vom 22. Januar 1971 bis zum 27. Juli 1972 und dann James Eastland (D).

#### Führung der Mehrheitspartei
- Mehrheitsführer: Mike Mansfield (D)
- Mehrheitswhip: Robert Byrd (D)

#### Führung der Minderheitspartei
- Minderheitsführer: Hugh Scott (R)
- Minderheitswhip: Robert P. Griffin (R)

### Repräsentantenhaus
- Sprecher des Repräsentantenhauses: Carl Albert (D)

#### Führung der Mehrheitspartei
- Mehrheitsführer: Hale Boggs (D) bis zum 16. Oktober 1972. Gilt seit einem Flugzeugabsturz als vermisst. Wurde bis zum 3. Januar 1973 nicht als Mehrheitsführer ersetzt.
- Mehrheitswhip: Tip O’Neill (D)

#### Führung der Minderheitspartei
- Minderheitsführer: Gerald Ford (R)
- Minderheitswhip: Leslie C. Arends (R)

## Senatsmitglieder
Im 92. Kongress vertraten folgende Senatoren ihre jeweiligen Bundesstaaten:
| Alabama - 2. John Sparkman (D) - 3. James Browning Allen (D) Alaska - 2. Ted Stevens (R) - 3. Mike Gravel (D) Arizona - 1. Paul Jones Fannin (R) - 3. Barry Goldwater (R) Arkansas - 2. John Little McClellan (D) - 3. J. William Fulbright (D) Kalifornien - 1. John V. Tunney (D) - 3. Alan Cranston (D) Colorado - 2. Gordon L. Allott (R) - 3. Peter H. Dominick (R) Connecticut - 1. Lowell P. Weicker, Jr. (R) - 3. Abraham A. Ribicoff (D) Delaware - 1. William V. Roth (R) - 2. Cale Boggs (R) Florida - 1. Lawton Chiles (D) - 3. Edward Gurney (R) Georgia - 2. Richard B. Russell (D) bis zum 21. Januar 1971 - David H. Gambrell (D) vom 1. Februar 1971 bis zum 7. November 1972 - Sam Nunn (D) ab dem 7. November 1972 - 3. Herman Talmadge (D) Hawaii - 1. Hiram Fong (R) - 2. Daniel Inouye (D) Idaho - 2. Leonard B. Jordan (R) - 3. Frank Church (D) Illinois - 2. Charles H. Percy (R) - 3. Adlai Ewing Stevenson III (D) Indiana - 1. Vance Hartke (D) - 3. Birch Bayh (D) Iowa - 2. Jack Miller (R) - 3. Harold Hughes (D) Kansas - 2. James B. Pearson (R) - 3. Bob Dole (R) Kentucky - 2. John Sherman Cooper (R) - 3. Marlow Cook (R) Louisiana - 2. Allen J. Ellender (D) bis zum 27. Juli 1972 - Elaine S. Edwards (D) vom 1. August bis zum 13. November 1972 - Bennett Johnston (D) ab dem 14. November 1972 - 3. Russell B. Long (D) Maine - 1. Edmund Muskie (D) - 2. Margaret Chase Smith (R) Maryland - 1. John Glenn Beall Jr. (R) - 3. Charles Mathias (R) Massachusetts - 1. Edward Kennedy (D) - 2. Edward Brooke (R) Michigan - 1. Philip Hart (D) - 2. Robert P. Griffin (R) Minnesota - 1. Hubert H. Humphrey (D) bzw. (Democratic Farmer Labor Party) - 2. Walter Mondale (D) bzw. (Democratic Farmer Labor Party) Mississippi - 1. John C. Stennis (D) - 2. James Eastland (D) Missouri - 1. Stuart Symington (D) - 3. Thomas Eagleton (D) | Montana - 1. Mike Mansfield (D) - 2. Lee Metcalf (D) Nebraska - 1. Roman Hruska (R) - 2. Carl Curtis (R) Nevada - 1. Howard Cannon (D) - 3. Alan Bible (D) New Hampshire - 2. Thomas J. McIntyre (D) - 3. Norris Cotton (R) New Jersey - 1. Harrison A. Williams (D) - 2. Clifford P. Case (R) New Mexico - 1. Joseph Montoya (D) - 2. Clinton Presba Anderson (D) New York - 1. James L. Buckley (Conservative Party of New York State) - 3. Jacob K. Javits (R) North Carolina - 2. B. Everett Jordan (D) - 3. Sam Ervin (D) North Dakota - 1. Quentin N. Burdick (D) - 3. Milton Young (R) Ohio - 1. Robert Taft Jr. (R) - 3. William B. Saxbe (R) Oklahoma - 2. Fred R. Harris (D) - 3. Henry Bellmon (R) Oregon - 2. Mark Hatfield (R) - 3. Bob Packwood (R) Pennsylvania - 1. Hugh Scott (R) - 3. Richard Schweiker (R) Rhode Island - 1. John O. Pastore (D) - 2. Claiborne Pell (D) South Carolina - 2. Strom Thurmond (R) - 3. Fritz Hollings (D) South Dakota - 2. Karl Earl Mundt (R) - 3. George McGovern (D) Tennessee - 1. Bill Brock (R) - 2. Howard Baker (R) Texas - 1. Lloyd Bentsen (D) - 2. John Tower (R) Utah - 1. Frank Moss (D) - 3. Wallace F. Bennett (R) Vermont - 1. Winston L. Prouty (R) bis zum 10. September 1971 - Robert Stafford (R) ab dem 16. September 1971 - 3. George Aiken (R) Virginia - 1. Harry F. Byrd Jr. (D) - 2. William B. Spong (D) Washington - 1. Henry M. Jackson (D) - 3. Warren G. Magnuson (D) West Virginia - 1. Robert Byrd (D) - 2. Jennings Randolph (D) Wisconsin - 1. William Proxmire (D) - 3. Gaylord Nelson (D) Wyoming - 1. Gale W. McGee (D) - 2. Clifford P. Hansen (R) |

## Mitglieder des Repräsentantenhauses
Folgende Kongressabgeordnete vertraten im 92. Kongress die Interessen ihrer jeweiligen Bundesstaaten:
| Alabama 8 Wahlbezirke - 1. William J. Edwards (R) - 2. William Louis Dickinson (R) - 3. George W. Andrews (D) bis zum 25. Dezember 1971 - Elizabeth B. Andrews (D) ab dem 4. April 1972 - 4. Bill Nichols (D) - 5. Walter Flowers (D) - 6. John Hall Buchanan, Jr. (R) - 7. Tom Bevill (D) - 8. Robert Jones Jr. (D) Alaska Staatsweite Wahl - Nick Begich (D) bis zum 16. Oktober 1972 Arizona 3 Wahlbezirke - 1. John Jacob Rhodes (R) - 2. Mo Udall (D) - 3. Sam Steiger (R) Arkansas 4 Wahlbezirke. - 1. William Vollie Alexander (D) - 2. Wilbur Daigh Mills (D) - 3. John Paul Hammerschmidt (R) - 4. David Pryor (D) Kalifornien 38 Wahlbezirke. - 1. Donald H. Clausen (R) - 2. Harold T. Johnson (D) - 3. John E. Moss (D) - 4. Robert L. Leggett (D) - 5. Phillip Burton (D) - 6. William S. Mailliard (R) - 7. Ron Dellums (D) - 8. George Paul Miller (D) - 9. Don Edwards (D) - 10. Charles S. Gubser (R) - 11. Pete McCloskey (R) - 12. Burt L. Talcott (R) - 13. Charles M. Teague (R) - 14. Jerome R. Waldie (D) - 15. John J. McFall (D) - 16. Bernice F. Sisk (D) - 17. Glenn M. Anderson (D) - 18. Bob Mathias (R) - 19. Chester E. Holifield (D) - 20. H. Allen Smith (R) - 21. Augustus F. Hawkins (D) - 22. James C. Corman (D) - 23. Del M. Clawson (R) - 24. John H. Rousselot (R) - 25. Charles E. Wiggins (R) - 26. Thomas M. Rees (D) - 27. Barry Goldwater Jr. (R) - 28. Alphonzo Bell (R) - 29. George E. Danielson (D) - 30. Edward R. Roybal (D) - 31. Charles H. Wilson (D) - 32. Craig Hosmer (R) - 33. Jerry Pettis (R) - 34. Richard T. Hanna (D) - 35. John G. Schmitz (R) - 36. Bob Wilson (R) - 37. Lionel Van Deerlin (D) - 38. Victor Veysey (R) Colorado 4 Wahlbezirke - 1. Mike McKevitt (R) - 2. Donald G. Brotzman (R) - 3. Frank E. Evans (D) - 4. Wayne N. Aspinall (D) Connecticut 6 Wahlbezirke - 1. William R. Cotter (D) - 2. Robert H. Steele (R) - 3. Robert Giaimo (D) - 4. Stewart McKinney (R) - 5. John S. Monagan (D) - 6. Ella T. Grasso (D) Delaware Staatsweite Wahl - Pierre S. du Pont IV. (R) Florida 12 Wahlbezirke - 1. Robert Sikes (D) - 2. Don Fuqua (D) - 3. Charles Edward Bennett (D) - 4. William V. Chappell (D) - 5. Louis Frey (R) - 6. Sam Gibbons (D) - 7. James A. Haley (D) - 8. Bill Young (R) - 9. Paul Grant Rogers (D) - 10. J. Herbert Burke (R) - 11. Claude Pepper (D) - 12. Dante Fascell (D) Georgia 10 Wahlbezirke - 1. George Elliott Hagan (D) - 2. Dawson Mathis (D) - 3. Jack Thomas Brinkley (D) - 4. Benjamin B. Blackburn (R) - 5. Fletcher Thompson (R) - 6. John James Flynt Jr. (D) - 7. John William Davis (D) - 8. W. S. Stuckey (D) - 9. Phillip M. Landrum (D) - 10. Robert Grier Stephens (D) Hawaii 2 Wahlbezirke - 1. Spark Matsunaga (D) - 2. Patsy Mink (D) Idaho 2 Wahlbezirke - 1. James A. McClure (R) - 2. Orval H. Hansen (R) Illinois 24 Wahlbezirke - 1. Ralph Metcalfe (D) - 2. Abner J. Mikva (D) - 3. William T. Murphy (D) - 4. Ed Derwinski (R) - 5. John C. Kluczynski (D) - 6. George W. Collins (D) bis zum 8. Dezember 1972 - 7. Frank Annunzio (D) - 8. Dan Rostenkowski (D) - 9. Sidney R. Yates (D) - 10. Harold R. Collier (R) - 11. Roman Pucinski (D) - 12. Robert McClory (R) - 13. Phil Crane (R) - 14. John N. Erlenborn (R) - 15. Charlotte Thompson Reid (R) bis zum 7. Oktober 1971 - Clifford D. Carlson (R) ab dem 4. April 1972 - 16. John B. Anderson (R) - 17. Leslie C. Arends (R) - 18. Robert H. Michel (R) - 19. Tom Railsback (R) - 20. Paul Findley (R) - 21. Kenneth J. Gray (D) - 22. William L. Springer (R) - 23. George E. Shipley (D) - 24. Charles Melvin Price (D) Indiana 11 Wahlbezirke - 1. Ray J. Madden (D) - 2. Earl F. Landgrebe (R) - 3. John Brademas (D) - 4. J. Edward Roush (D) - 5. Elwood Hillis (R) - 6. William G. Bray (R) - 7. John T. Myers (R) - 8. Roger H. Zion (R) - 9. Lee H. Hamilton (D) - 10. David W. Dennis (R) - 11. Andrew Jacobs Jr. (D) Iowa 7 Wahlbezirke - 1. Fred Schwengel (R) - 2. John Culver (D) - 3. H. R. Gross (R) - 4. John Henry Kyl (R) - 5. Neal Edward Smith (D) - 6. Wiley Mayne (R) - 7. William J. Scherle (R) Kansas 5 Wahlbezirke. - 1. Keith Sebelius (R) - 2. William R. Roy (D) - 3. Larry Winn (R) - 4. Garner E. Shriver (R) - 5. Joe Skubitz (R) Kentucky 7 Wahlbezirke - 1. Frank Stubblefield (D) - 2. William Huston Natcher (D) - 3. Romano L. Mazzoli (D) - 4. Gene Snyder (R) - 5. Tim Lee Carter (R) - 6. John C. Watts (D) bis zum 24. September 1971 - William P. Curlin (D) ab dem 4. Dezember 1971 - 7. Carl D. Perkins (D) Louisiana 8 Wahlbezirke - 1. Felix Edward Hébert (D) - 2. Hale Boggs (D) bis zum 16. Oktober 1972 (vermisst) - 3. Patrick T. Caffery (D) - 4. Joe Waggonner (D) - 5. Otto E. Passman (D) - 6. John Rarick (D) - 7. Edwin Edwards (D) bis zum 9. Mai 1972 - John Breaux (D) ab dem 30. September 1972 - 8. Speedy O. Long (D) Maine 2 Wahlbezirke - 1. Peter N. Kyros (D) - 2. William Dodd Hathaway (D) Maryland 8 Wahlbezirke - 1. Rogers Morton (R) bis zum 29. Januar 1971 - William Oswald Mills (R) ab dem 25. Mai 1971 - 2. Clarence Long (D) - 3. Edward Garmatz (D) - 4. Paul Sarbanes (D) - 5. Lawrence Hogan (R) - 6. Goodloe Byron (D) - 7. Parren Mitchell (D) - 8. Gilbert Gude (R) Massachusetts 12 Wahlbezirke - 1. Silvio O. Conte (R) - 2. Edward Boland (D) - 3. Robert Drinan (D) - 4. Harold Donohue (D) - 5. F. Bradford Morse (R) bis zum 1. Mai 1972 - 6. Michael J. Harrington (D) - 7. Torbert Macdonald (D) - 8. Tip O’Neill (D) - 9. Louise Day Hicks (D) - 10. Margaret Heckler (R) - 11. James A. Burke (D) - 12. Hastings Keith (R) Michigan 19 Wahlbezirke - 1. John Conyers (D) - 2. Marvin L. Esch (R) - 3. Garry E. Brown (R) - 4. Edward Hutchinson (R) - 5. Gerald Ford (R) - 6. Charles E. Chamberlain (R) - 7. Donald W. Riegle (R) - 8. James Harvey (R) - 9. Guy Vander Jagt (R) - 10. Elford Albin Cederberg (R) - 11. Philip Ruppe (R) - 12. James G. O’Hara (D) - 13. Charles Diggs (D) - 14. Lucien N. Nedzi (D) - 15. William D. Ford (D) - 16. John Dingell Jr. (D) - 17. Martha Griffiths (D) - 18. William Broomfield (R) - 19. Jack H. McDonald (R) Minnesota 8 Wahlbezirke - 1. Al Quie (R) - 2. Ancher Nelsen (R) - 3. Bill Frenzel (R) - 4. Joseph Karth (DFL= Democratic Farmer Labor Party) - 5. Donald M. Fraser (DFL) - 6. John M. Zwach (R) - 7. Robert Bergland (DFL) - 8. John Blatnik (DFL) Mississippi 5 Wahlbezirke - 1. Thomas Abernethy (D) - 2. Jamie L. Whitten (D) - 4. Charles H. Griffin (D) - 4. Sonny Montgomery (D) - 5. William M. Colmer (D) Missouri 10 Wahlbezirke - 1. Bill Clay (D) - 2. James W. Symington (D) - 3. Leonor Sullivan (D) - 4. William J. Randall (D) - 5. Richard Walker Bolling (D) - 6. William Raleigh Hull (D) - 7. Durward Gorham Hall (R) - 8. Richard Howard Ichord (D) - 9. William L. Hungate (D) - 10. Bill D. Burlison (D) | Montana 2 Wahlbezirke - 1. Richard G. Shoup (R) - 2. John Melcher (D) Nebraska 3 Wahlbezirke - 1. Charles Thone (R) - 2. John Y. McCollister (R) - 3. David T. Martin (R) Nevada Staatsweite Wahl - Walter S. Baring (D) New Hampshire 2 Wahlbezirke - 1. Louis C. Wyman (R) - 2. James Colgate Cleveland (R) New Jersey 15 Wahlbezirke - 1. John E. Hunt (R) - 2. Charles W. Sandman (R) - 3. James J. Howard (D) - 4. Frank Thompson (D) - 5. Peter Frelinghuysen (R) - 6. Edwin B. Forsythe (R) - 7. William B. Widnall (R) - 8. Robert A. Roe (D) - 9. Henry Helstoski (D) - 10. Peter Wallace Rodino (D) - 11. Joseph Minish (D) - 12. Florence P. Dwyer (R) - 13. Cornelius Edward Gallagher (D) - 14. Dominick V. Daniels (D) - 15. Edward J. Patten (D) New Mexico 2 Wahlbezirke - 1. Manuel Lujan (R) - 2. Harold L. Runnels (D) New York 41 Wahlbezirke - 1. Otis G. Pike (D) - 2. James R. Grover Jr. (R) - 3. Lester L. Wolff (D) - 4. John W. Wydler (R) - 5. Norman F. Lent (R) - 6. Seymour Halpern (R) - 7. Joseph Patrick Addabbo (D) - 8. Benjamin Stanley Rosenthal (D) - 9. James J. Delaney (D) - 10. Emanuel Celler (D) - 11. Frank J. Brasco (D) - 12. Shirley Chisholm (D) - 13. Bertram L. Podell (D) - 14. John J. Rooney (D) - 15. Hugh Carey (D) - 16. John M. Murphy (D) - 17. Ed Koch (D) - 18. Charles B. Rangel (D) - 19. Bella Abzug (D) - 20. William Fitts Ryan (D) bis zum 17. September 1972 - 21. James H. Scheuer (D) - 22. Herman Badillo (D) - 23. Jonathan Brewster Bingham (D) - 24. Mario Biaggi (D) - 25. Peter A. Peyser (R) - 26. Ogden R. Reid (R) - 27. John G. Dow (D) - 28. Hamilton Fish IV (R) - 29. Samuel S. Stratton (D) - 30. Carleton J. King (R) - 31. Robert C. McEwen (R) - 32. Alexander Pirnie (R) - 33. Howard W. Robison (R) - 34. John H. Terry (R) - 35. James M. Hanley (D) - 36. Frank Horton (R) - 37. Barber B. Conable (R) - 38. James F. Hastings (R) - 39. Jack Kemp (R) - 40. Henry P. Smith (R) - 41. Thaddeus J. Dulski (D) North Carolina 11 Wahlbezirke - 1. Walter B. Jones Sr. (D) - 2. Lawrence H. Fountain (D) - 3. David N. Henderson (D) - 4. Nick Galifianakis (D) - 5. Wilmer Mizell (R) - 6. L. Richardson Preyer (D) - 7. Alton Asa Lennon (D) - 8. Earl B. Ruth (R) - 9. Charles R. Jonas (R) - 10. Jim Broyhill (R) - 11. Roy A. Taylor (D) North Dakota 2 Wahlbezirke - 1. Mark Andrews (R) - 2. Arthur Link (North Dakota Democratic-Nonpartisan League Party) Ohio 24 Wahlbezirke - 1. William J. Keating (R) - 2. Donald D. Clancy (R) - 3. Charles W. Whalen (R) - 4. William Moore McCulloch (R) - 5. Del Latta (R) - 6. Bill Harsha (R) - 7. Bud Brown (R) - 8. Jackson Edward Betts (R) - 9. Thomas Ashley (D) - 10. Clarence E. Miller (R) - 11. J. William Stanton (R) - 12. Samuel L. Devine (R) - 13. Charles Adams Mosher (R) - 14. John F. Seiberling (D) - 15. Chalmers Wylie (R) - 16. Frank T. Bow (R) bis zum 13. November 1972 - 17. John M. Ashbrook (R) - 18. Wayne Hays (D) - 19. Charles J. Carney (D) - 20. James V. Stanton (D) - 21. Louis Stokes (D) - 22. Charles Vanik (D) - 23. William Edwin Minshall (R) - 24. Walter E. Powell (R) Oklahoma 6 Wahlbezirke - 1. Page Belcher (R) - 2. Ed Edmondson (D) - 3. Carl Albert (D) - 4. Tom Steed (D) - 5. John Jarman (D) - 6. John Newbold Camp (R) Oregon 4 Wahlbezirke - 1. Wendell Wyatt (R) - 2. Al Ullman (D) - 3. Edith Green (D) - 4. John R. Dellenback (R) Pennsylvania 27 Wahlbezirke - 1. William A. Barrett (D) - 2. Robert N. C. Nix (D) - 3. James A. Byrne (D) - 4. Joshua Eilberg (D) - 5. William J. Green III (D) - 6. Gus Yatron (D) - 7. Lawrence G. Williams (R) - 8. Edward G. Biester (R) - 9. John H. Ware (R) - 10. Joseph M. McDade (R) - 11. Daniel J. Flood (D) - 12. J. Irving Whalley (R) - 13. Lawrence Coughlin (R) - 14. William S. Moorhead (D) - 15. Fred B. Rooney (D) - 16. Edwin Duing Eshleman (R) - 17. Herman T. Schneebeli (R) - 18. Robert J. Corbett (R) bis zum 25. April 1971 - Henry John Heinz III (R) ab dem 2. November 1971 - 19. George Atlee Goodling (R) - 20. Joseph M. Gaydos (D) - 21. John Herman Dent (D) - 22. John P. Saylor (R) - 23. Albert W. Johnson (R) - 24. Joseph P. Vigorito (D) - 25. Frank M. Clark (D) - 26. Thomas E. Morgan (D) - 27. James G. Fulton (R) bis zum 6. Oktober 1971 - William Sheldrick Conover (R) ab dem 25. April 1972 Rhode Island 2 Wahlbezirke - 1. Fernand St. Germain (D) - 2. Robert Tiernan (D) South Carolina 6 Wahlbezirke. - 1. Mendel Jackson Davis (D) ab dem 27. April 1971 - 2. Floyd Spence (R) - 3. William Dorn (D) - 4. James Robert Mann (D) - 5. Thomas S. Gettys (D) - 6. John Lanneau McMillan (D) South Dakota 2 Wahlbezirke - 1. Frank E. Denholm (D) - 2. James Abourezk (D) Tennessee 9 Wahlbezirke - 1. Jimmy Quillen (R) - 2. John Duncan Sr. (R) - 3. LaMar Baker (R) - 4. Joe L. Evins (D) - 5. Richard H. Fulton (D) - 6. William Anderson (D) - 7. Ray Blanton (D) - 8. Ed Jones (D) - 9. Dan Kuykendall (R) Texas 23 Wahlbezirke - 1. Wright Patman (D) - 2. John Dowdy (D) - 3. James M. Collins (R) - 4. Ray Roberts (D) - 5. Earle Cabell (D) - 6. Olin E. Teague (D) - 7. William Archer Jr. (R) - 8. Robert C. Eckhardt (D) - 9. Jack Bascom Brooks (D) - 10. J. J. Pickle (D) - 11. William R. Poage (D) - 12. Jim Wright (D) - 13. Graham B. Purcell (D) - 14. John Andrew Young (D) - 15. Kika de la Garza (D) - 16. Richard Crawford White (D) - 17. Omar Truman Burleson (D) - 18. Bob Price (R) - 19. George H. Mahon (D) - 20. Henry B. Gonzalez (D) - 21. O. C. Fisher (D) - 22. Robert R. Casey (D) - 23. Abraham Kazen (D) Utah 2 Wahlbezirke - 1. K. Gunn McKay (D) - 2. Sherman P. Lloyd (R) Vermont 1 Wahlbezirk (staatsweit) - 1. Robert Stafford (R) bis zum 16. September 1971 - Richard W. Mallary (R) ab dem 7. Januar 1972 Virginia 10 Wahlbezirke - 1. Thomas N. Downing (D) - 2. G. William Whitehurst (R) - 3. David E. Satterfield III (D) - 4. Watkins Moorman Abbitt (D) - 5. Dan Daniel (D) - 6. Richard Harding Poff (R) bis zum 29. August 1972 - M. Caldwell Butler (R) ab dem 7. November 1972 - 7. J. Kenneth Robinson (R) - 8. William L. Scott (R) - 9. William C. Wampler (R) - 10. Joel Broyhill (R) Washington 7 Wahlbezirke - 1. Thomas Pelly (R) - 2. Lloyd Meeds (D) - 3. Julia Butler Hansen (D) - 4. Mike McCormack (D) - 5. Tom Foley (D) - 6. Floyd Hicks (D) - 7. Brockman Adams (D) West Virginia 5 Wahlbezirke - 1. Bob Mollohan (D) - 2. Harley Orrin Staggers (D) - 3. John M. Slack (D) - 4. Ken Hechler (D) - 5. James Kee (D) Wisconsin 10 Wahlbezirke - 1. Les Aspin (D) - 2. Robert Kastenmeier (D) - 3. Vernon Wallace Thomson (R) - 4. Clement J. Zablocki (D) - 5. Henry S. Reuss (D) - 6. William A. Steiger (R) - 7. Dave Obey (D) - 8. John W. Byrnes (R) - 9. Glenn Robert Davis (R) - 10. Alvin O’Konski (R) Wyoming Staatsweite Wahlen - Teno Roncalio (D) |

Nicht stimmberechtigte Mitglieder im Repräsentantenhaus:
- District of Columbia
  - Walter E. Fauntroy (D) ab dem 23. März 1971
- Puerto Rico:
  - Jorge Luis Córdova